# 伊東丸善ランド
伊東丸善ランド（いとうまるぜんランド）とは、静岡県伊東市鎌田にある温泉付き別荘地。

## 概要
伊東市街地南西部、南伊東駅西方の山地に造成されている温泉付き別荘地。総区画約450、総棟数約300、定住数約60世帯。
1968年（昭和43年）頃から分譲開始。管理は「伊東丸善ランド自治会」。

## 交通・アクセス
別荘地専用バスが無いため、基本的に乗用車が必須。東方へ少し下ると県道59号が通っており、伊東駅と修善寺駅をつなぐ東海バスの路線バスが毎日6往復程度通っている。さらに東方へ下ると伊豆急行線の南伊東駅がある。
最寄りのバス停「観光荘」まで約850ｍ、南伊東駅まで約2km。